# D.M.S. Watson
David Meredith Seares Watson FRS FGS HFRSE LLD (Salford (Lancashire), 18 juni 1886 - Midhurst, 23 juli 1973) was een Britse Jodrell hoogleraar zoölogie en vergelijkende anatomie aan het University College Londen van 1921 tot 1951.

## Biografie

### Vroege leven
Watson werd geboren in het district Higher Broughton van Salford, Lancashire, als enige zoon van David Watson, een chemicus en baanbrekend metallurg, en zijn vrouw Mary Louise Seares. Zijn zus, Constance Mary, overleed in 1909 in haar tweede jaar op het Somerville College van de Universiteit van Oxford.
Hij werd opgeleid aan de Manchester Grammar School van 1899-1904 en studeerde vervolgens natuurwetenschappen aan de Universiteit van Manchester. Hij specialiseerde zich in geologie en begon plantenfossielen in steenkoollagen te bestuderen. In 1907, zijn laatste jaar, publiceerde hij een belangrijk artikel over kolenbollen met Marie Stopes (die een vroege carrière als paleobotanist had); nadat hij cum laude was afgestudeerd, werd hij aangesteld als Beyer-fellow in Manchester en voltooide hij zijn MSc in 1909.
Na zijn MSc bleef Watson zijn brede interesse in fossielen ontwikkelen en studeerde hij intensief aan het British Museum of Natural History in Londen en maakte lange studiereizen naar Zuid-Afrika, Australië en de Verenigde Staten. In 1912 werd hij door professor James Peter Hill aangesteld als docent in de paleontologie van gewervelde dieren aan het University College London.
Zijn academische werk werd uiteindelijk in 1916 onderbroken door de Eerste Wereldoorlog toen hij een aanstelling in de Royal Naval Volunteer Reserve aannam. Later werd hij overgeplaatst naar de ontluikende Royal Air Force, waar hij werkte aan het ontwerpen van ballon- en luchtschipstoffen.

### Hoogleraar zoölogie en vergelijkende anatomie
Na de Eerste Wereldoorlog keerde Watson terug naar academische studie en in 1921 volgde hij Hill op als Jodrell Professor of Zoology and Comparative Anatomy en als conservator van wat nu het Grant Museum of Zoology aan de UCL is. Hij wijdde zijn energie aan de ontwikkeling van de afdeling Zoölogie daar en consolideerde zijn positie als gerespecteerd academicus. In 1922 werd hij verkozen tot Fellow van de Royal Society, waar hij in 1924 de Croonian Lecture kreeg. Vier jaar later werd hij uitgenodigd om de Romanes Lecture te geven aan de Universiteit van Oxford; hij sprak over Paleontologie en de evolutie van de mens.
Hij werd in 1931 benoemd tot lid van de Agricultural Research Council van de Britse regering, wat inhield dat hij tijd doorbracht in de Verenigde Staten, waar hij in 1937 doceerde aan de Yale-universiteit. Bij het uitbreken van de Tweede Wereldoorlog keerde hij terug naar Groot-Brittannië om toezicht te houden op de evacuatie van de afdeling Zoölogie van de UCL naar Bangor, Wales, en werd toen secretaris van de wetenschappelijke subcommissie van de voedselbeleidscommissie van het oorlogskabinet.
Na de oorlog bleef hij lesgeven en veel reizen. Hij ontving vele onderscheidingen en academische onderscheidingen, waaronder de Darwinmedaille van de Royal Society, de Linnean-medaille van de Linnean Society, de Wollaston-medaille van de Geological Society of London en eredoctoraten van vele universiteiten in Groot-Brittannië en elders. In 1941 werd Watson bekroond met de Mary Clark Thompson-medaille van de National Academy of Sciences.
Hij werd verkozen tot Honorary Fellow van de Royal Society of Edinburgh in 1949, nadat hij eerder de Makdougall-Brisbane Prize van de Society had gewonnen voor de periode 1936-1938.
Hij nam in 1951 afscheid van zijn leerstoel, maar bleef studeren en publiceren aan de UCL tot zijn volledige pensionering in 1965. In 1958 ontving hij de prestigieuze Darwin-Wallace-medaille van de Linnean Society of London.
Zijn wetenschappelijk onderzoek, naast zijn vroege originele werk over fossiele planten en kolenballen, hield zich voornamelijk bezig met paleontologie van gewervelde dieren, met name fossiele reptielen. Hij vergaarde een grote collectie fossielen van zijn brede reizen naar Afrika en Spanje.

## Privéleven en overlijden
In 1917 trouwde Watson met Katharine Margarite Parker, en had twee dochters: Katharine Mary en Janet Vida. Watson overleed op 23 juli 1973 op 87-jarige leeftijd in Midhurst, Surrey.

## Gepubliceerde werken
- Palaeontology and the Evolution of Man, Romanes Lecture, Oxford, 1928
- The Animal Bones from Skara Brae (1931)
- Science and Government, the Earl Grey Memorial Lecture, Newcastle upon Tyne, 1942
- Paleontology and Modern Biology, the Silliman Memorial Lecture, Yale University, 1951
- Veel artikelen over paleontologie van gewervelde dieren en aanverwante onderwerpen in Philosophical Transactions, Proceedings of the Zoological Society of London, Journal of Anatomy en elders.